# Gwardia Narodowa Ukrainy
Gwardia Narodowa Ukrainy (ukr. Національна гвардія України) – uzbrojona formacja wojskowa, podlegająca Ministerstwu Spraw Wewnętrznych Ukrainy. Pierwotnie powołano ją 4 listopada 1991 roku, wkrótce przed faktycznym uzyskaniem niepodległości przez Ukrainę. Podlegała wtedy bezpośrednio Radzie Najwyższej Ukrainy. 11 stycznia 2000 roku, prezydent Ukrainy Łeonid Kuczma rozformował Gwardię w ramach oszczędności. 13 marca 2014 roku, w początkowej fazie rewolucji na Ukrainie, rozformowano natomiast wojska podległe Ministerstwu Spraw Wewnętrznych, a w ich miejsce ponownie powołano Gwardię Narodową.
W trakcie trwania konfliktu na wschodniej Ukrainie, jednostek Gwardii użyto przeciwko prorosyjskim separatystom. Jak dotąd największymi jednostkami Gwardii są pułk „Azow” oraz batalion „Donbas”, liczące odpowiednio ok. tysiąca i dziewięciuset żołnierzy oraz wspierane przez rozwiniętą sieć cywili i wolontariuszy.

## Historia
Pierwotnie Gwardia Narodowa powstała w oparciu o ustawę „O Gwardii Narodowej Ukrainy” z 4 listopada 1991 roku. Rozwiązano ją 11 stycznia 2000 roku na podstawie ustawy „O poprawkach i uzupełnieniach do niektórych aktów legislacyjnych Ukrainy”.
Gwardię Narodową Ukrainy powołano na podstawie ustawy „O Gwardii Narodowej Ukrainy” z 12 marca 2014 roku. Prezydent Wiktor Juszczenko próbował powołać Gwardię już podczas zamieszek w 2008 roku, jednak wtedy jego działania zablokowała Rada Najwyższa. Formację powołano w końcu w marcu 2014 roku, wkrótce po tym, jak miejsce miał kryzys krymski.

### Odznaki Gwardii Narodowej Ukrainy w latach 1991–2000

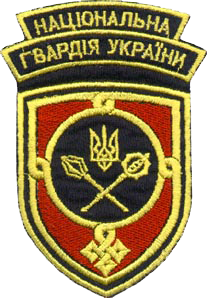
Sztab
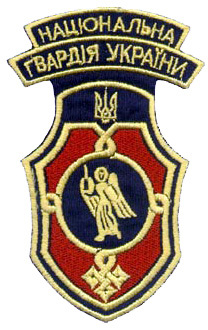
Dywizja kijowska
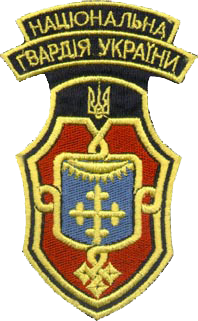
Dywizja charkowska
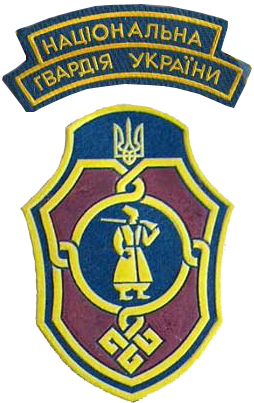
Dywizja doniecka
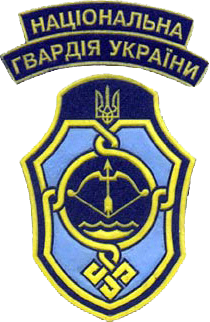
Dywizja południowa

### Reforma
W 2014 roku, w obliczu rosyjskiej interwencji na Krymie, zreformowaną Gwardię utworzono częściowo na bazie istniejących wcześniej Wojsk Wewnętrznych Ukrainy. Planowano wcielić do niej niektóre milicje i zbrojne skrzydła niektórych partii politycznych i organizacji, jakie powstały podczas Euromajdanu. Napotkano jednak na opór części z wymienionych środowisk, których przedstawiciele nie chcieli poddawać się kontroli rządu. Stosowany jest również bezpośredni pobór z uczelni wojskowych. 16 marca 2014 roku, rząd Arsenija Jaceniuka ogłosił plany rekrutacji dziesięciu tysięcy poborowych w ciągu kolejnych piętnastu dni na potrzeby Gwardii Narodowej. Wcielani są również ochotnicy.
Legislacja z 2014 roku sankcjonowała istnienie Gwardii Narodowej w sile trzydziestu trzech tysięcy żołnierzy. Jako jej zadania przewidziano utrzymywanie porządku publicznego, ochrona infrastruktury krytycznej (np. elektrowni jądrowych) oraz utrzymywanie porządku konstytucyjnego i przywracanie funkcjonowania organów państwowych.
Gwardia Narodowa otrzymywać ma duże kwoty pieniężne na dostarczane broni, naprawę ekwipunku i szkolenia z budżetu kryzysowego zatwierdzonego przez Radę Najwyższą (mówi się o ekwiwalencie 600 milionów dolarów w 2014 roku). Spodziewany jest wzrost liczebności formacji do sześćdziesięciu tysięcy żołnierzy. Miesięczna pensja gwardzisty wynosi około 214 euro (297 dolarów), co odpowiada średniej pensji na Ukrainie. Oficerowie otrzymują sumę około dwukrotnie większą.
Trzech gwardzistów zginęło 31 sierpnia 2015 roku podczas zamieszek w gmachu Rady Najwyższej Ukrainy po tym, jak policjant będący na urlopie rzucił w ich kierunku granat.
Według oficjalnych statystyk, do połowy kwietnia 2016 roku Ministerstwo Spraw Wewnętrznych i Gwardia Narodowa straciły trzystu ośmiu żołnierzy od początku konfliktu na wschodzie kraju, w tym stu ośmiu członków batalionów ochotniczych.

## Struktura Gwardii Narodowej Ukrainy
Zachodnie Dowództwo Operacyjno-Terytorialne
     Północne Dowództwo Operacyjno-Terytorialne
     Centralne Dowództwo Operacyjno-Terytorialne
     Wschodnie Dowództwo Operacyjno-Terytorialne
     Południowe Dowództwo Operacyjno-Terytorialne
     Krymskie Dowództwo Operacyjno-Terytorialne

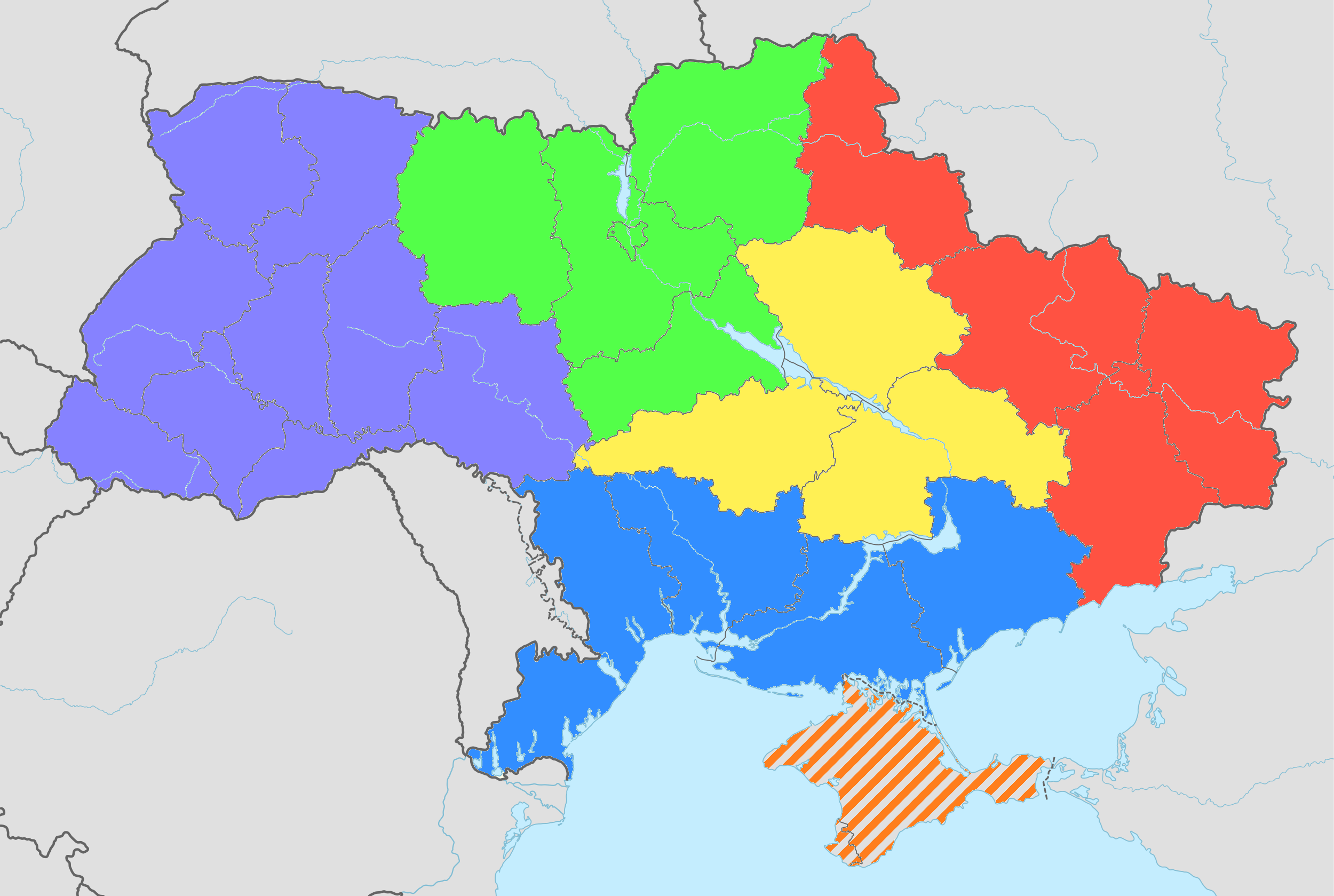
Dowództwa Operacyjne Gwardii Narodowej Ukrainy
Zachodnie Dowództwo Operacyjno-Terytorialne
Północne Dowództwo Operacyjno-Terytorialne
Centralne Dowództwo Operacyjno-Terytorialne
Wschodnie Dowództwo Operacyjno-Terytorialne
Południowe Dowództwo Operacyjno-Terytorialne
Krymskie Dowództwo Operacyjno-Terytorialne

Dowództwo Gwardii Narodowej Ukrainy znajduje się w Kijowie. Na stan z 2017 roku Gwardia działała w ramach pięciu dowództw operacyjno-terytorialnych:
- Zachodnie Dowództwo Operacyjno-Terytorialne z siedzibą we Lwowie
- Północne Dowództwo Operacyjno-Terytorialne z siedzibą w Kijowie
- Centralne Dowództwo Operacyjno-Terytorialne z siedzibą w Dnieprze
- Wschodnie Dowództwo Operacyjno-Terytorialne z siedzibą w Charkowie
- Południowe Dowództwo Operacyjno-Terytorialne z siedzibą w Odessie

Szóste, Krymskie Dowództwo Operacyjno-Terytorialne, które miało funkcjonować w Symferopolu, zorganizowano tylko teoretycznie, jako że faktyczną kontrolę nad półwyspem sprawuje Federacja Rosyjska.
Istnieją również jednostki podporządkowane bezpośrednio dowództwu w Kijowie oraz centra szkoleniowe.

W przypadku ogłoszenia stanu wojennego, jednostki Gwardii Narodowej Ukrainy (poza tymi odpowiedzialnymi za transport) podporządkowane zostaną Ministerstwu Obrony Ukrainy. 

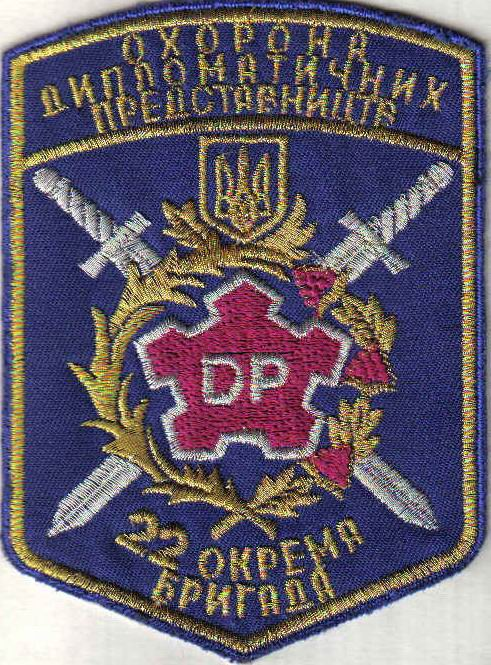
Odznaka 22 Samodzielnej Brygady Gwardii Narodowej, oddelegowanej do ochrony placówek dyplomatycznych w Kijowie

## Struktura i organizacja od 2014 roku
Powołana ponownie w 2014 roku Gwardia była przewidziana jako formacja lekkiej piechoty, bazująca w dużej mierze na jednostkach rezerw oraz kilku zmechanizowanych i pancernych jednostkach wsparcia. Jest to duża zmiana w stosunku do „starej” Gwardii, która składała się głównie z jednostek piechoty zmechanizowanej (z pewnym elementem różnych wyspecjalizowanych jednostek, np. pancernych, artyleryjskich czy jednostek wsparcia lotniczego).
Pierwszy batalion nowej Gwardii Narodowej zaprezentowano 6 kwietnia 2014 roku, po zaledwie trzech tygodniach szkolenia. Składał się on z pięciuset żołnierzy w wieku od 18 do 55 lat. Na jego wyposażeniu znajdowały się m.in. samochody ciężarowe.
2 czerwca 2015 roku w ramach Gwardii sformowano 4 Brygadę Szybkiego Reagowania.
Od 25 grudnia 2015 roku, dowódcę Gwardii powołuje prezydent (wcześniej robiła to Rada Najwyższa na wniosek prezydenta).

### Dowódcy
- 1991 – 1995 gen. por. Wołodymyr Kuchareć[24]
- 1995 – 1996 gen. por. Ołeksandr Kuźmuk[25]
- 1996 – 1998 gen. por. Ihor Walkow[26]
- 1998 – 2000 gen. por. Ołeksandr Czapowśkyj[27]
- 2000 – 2014 Gwardia Narodowa wchłonięta przez Wojska Wewnętrzne Ukrainy
- 2014 gen. por. Stepan Połtorak[28]
- od 2015 gen. płk Jurij Ałłerow[29]

## Szkolenie
W marcu 2015 roku Gwardia Narodowa przeprowadziła wspólne ćwiczenia ze 173 Brygadą Powietrznodesantową Armii Stanów Zjednoczonych. Miały one miejsce w centrum szkoleniowym w Jaworowie niedaleko Lwowa. Amerykańscy spadochroniarze pokazali żołnierzom ukraińskim, jak lepiej bronić się przed ostrzałem artyleryjskim i rakietowym wojsk rosyjskich oraz separatystów. Ćwiczono również zabezpieczanie dróg, mostów i innych obiektów oraz ewakuowanie i opiekę nad rannymi.

### Projekty międzynarodowe
- Fearless Guardian – manewry, w których jednostki ukraińskie współdziałają w ramach Joint Multinational Training Group-Ukraine z jednostkami Armii Stanów Zjednoczonych (m.in. jednostki Gwardii Narodowej Kalifornii, 173 Brygada Powietrznodesantowa, 10 Grupa Sił Specjalnych[31])
- Rapid Trident – coroczne manewry wojskowe organizowane na Ukrainie; w 2017 roku jednostki Gwardii współdziałały w nich z jednostkami z krajów takich jak Bułgaria, Kanada, Estonia, Włochy, Gruzja, Litwa, Mołdawia, Norwegia, Polska, Rumunia, Turcja, Wielka Brytania czy Stany Zjednoczone[32]
- Sea Breeze – międzynarodowe manewry marynarek wojennych, w 2017 roku jednostki Gwardii współdziałały w nich z jednostkami z krajów takich jak Grecja, Francja, Szwecja, Bułgaria, Kanada, Estonia, Włochy, Gruzja, Litwa, Mołdawia, Norwegia, Polska, Rumunia, Turcja, Wielka Brytania czy Stany Zjednoczone[33]
- Wzmacnianie Gwardii Narodowej Ukrainy – projekt ukraińsko-rumuński, mający na celu zwiększanie zdolności Gwardii do wykonywania swoich podstawowych zadań[34]
- European Union Police Services Training – międzynarodowe ćwiczenia formacji policyjnych głównie z krajów członkowskich Unii Europejskiej[17]
- Współpraca ze Stowarzyszeniem Europejskich i Śródziemnomorskich Formacji Policyjno-Żandarmeryjnych o Statusie Wojskowym[17]
- Współpraca z NATO[17]
- Udział w misjach pokojowych Organizacji Narodów Zjednoczonych
  - Dwudziestu żołnierzy Gwardii pełni służbę na Cyprze, Wybrzeżu Kości Słoniowej, w Sudanie Południowym, Liberii, Demokratycznej Republice Konga oraz w siedzibie ONZ w Nowym Jorku[17]
- Współpraca z podobnymi formacjami z innych krajów – m.in. z Korpusem Karabinierów, Gwardią Narodową Stanów Zjednoczonych, Żandarmerią Rumuńską, Francuską Żandarmerią Narodową, Gwardią Narodową Gruzji, Siłami Zbrojnymi Rzeczypospolitej Polskiej oraz turecką Żandarmerią[17]